# 灵甲鬼修罗
《灵甲鬼修罗》（romanized: Aillaendeu）是尹仁完与梁庆一共同创作的已完结的韩国恐怖奇幻漫画，共六卷，为SUPER STRING（韓語：슈퍼스트링）的第8部作品。原版漫画于1997年出版后，重新制作的网络漫画于2016年5月至2018年2月在Naver网络漫画上连载。

## 改编作品
- 韩国电视剧《Island》，主演阵容有金南佶、李多熙、车银优及盛骏，分两季播出[3][4][5]。